# Češnjica pri Kropi
Češnjica pri Kropi je naselje u slovenskoj Općini Radovljici. Češnjica pri Kropi se nalazi u pokrajini Gorenjskoj i statističkoj regiji Gorenjskoj. 

## Stanovništvo
Prema popisu stanovništva iz 2002. godine naselje je imalo 118 stanovnika.